# Учреждение дополнительного образования детей
Учрежде́ние дополни́тельного образова́ния дете́й — тип образовательного учреждения в Российской Федерации, основная цель которого — развитие мотивации личности к познанию и творчеству, реализация дополнительных образовательных программ и услуг в интересах личности, общества, государства.

## Типология учреждений
Учреждения дополнительного образования детей по формам собственности подразделяются на: государственные, федеральные государственные, муниципальные, негосударственные.
Существуют следующие виды учреждений:
- центры дополнительного образования детей, развития творчества детей и юношества, творческого развития и гуманитарного образования, детского творчества, внешкольной работы, детского (юношеского) технического творчества (научно-технического, юных техников), детского и юношеского туризма и экскурсий (юных туристов), эстетического воспитания детей (культуры, искусств или по видам искусств), детско-юношеский центр, детский (подростковый) центр, детский экологический (оздоровительно-экологический, эколого-биологический) центр, детский морской центр, детский (юношеский) центр, детский оздоровительно-образовательный (профильный) центр;
- дворцы детского (юношеского) творчества, творчества детей и молодежи, учащейся молодежи, пионеров и школьников, юных натуралистов, спорта для детей и юношества, художественного творчества (воспитания) детей, детской культуры (искусств);
- дома детского творчества, детства и юношества, учащейся молодежи, пионеров и школьников, юных натуралистов, детского (юношеского) технического творчества (юных техников), детского и юношеского туризма и экскурсий (юных туристов), художественного творчества (воспитания) детей, детской культуры (искусств);
- станции юных натуралистов, детского (юношеского) технического творчества (научно-технического, юных техников), детского и юношеского туризма и экскурсий (юных туристов), детская экологическая (эколого-биологическая) станция;

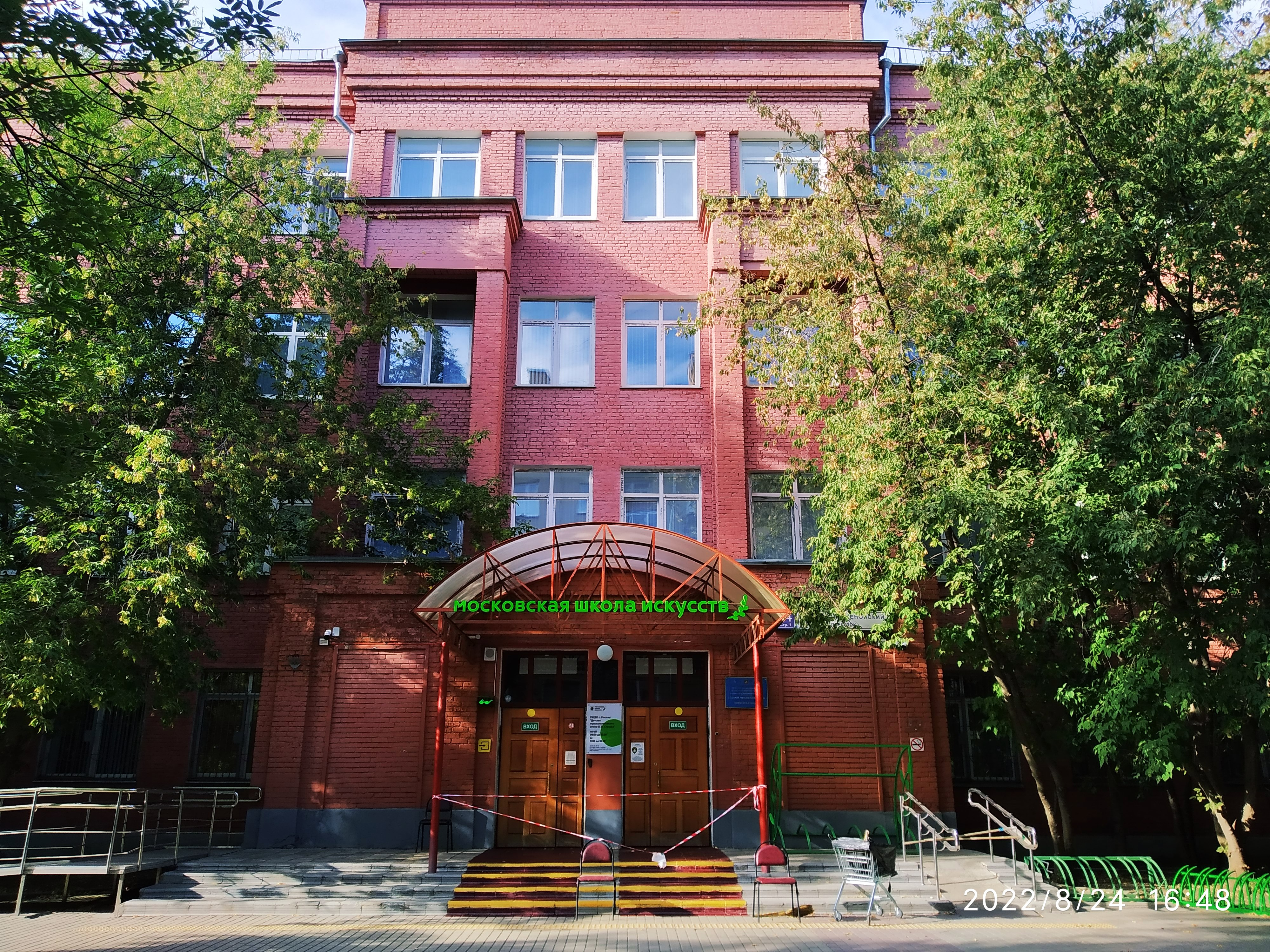
Московская школа искусств, бывш. ДМШ им. Стасова

- детская школа искусств, в том числе по видам искусств;
- детско-юношеские спортивные школы (ДЮСШ);
- специализированная детско-юношеская спортивная школа олимпийского резерва (СДЮСШОР);
- детско-юношеские спортивно-адаптивные школы.

До 2006 года в номенклатуру учреждений входили также:
- Школа (по различным областям науки и техники: (юношеская автошкола, школа юного космонавта и т. д.)
- Детский парк
- Музей (детского творчества, литературы и искусства).
- Детский оздоровительно-образовательный лагерь.
- Клуб (юных моряков, речников, авиаторов, космонавтов, парашютистов, десантников, пограничников, радистов, пожарных, автомобилистов, детский (подростковый), детский экологический (эколого-биологический), юных натуралистов, детского (юношеского) технического творчества (юных техников), детского и юношеского туризма и экскурсий (юных туристов), детско-юношеский физической подготовки).

Кроме того, с 1992 по 1997 год существовали такие виды учреждений как:
- Детская картинная галерея переименована в Детскую студию (по различным видам искусств).
- Комната школьника, позже ставшая Детским (подростковым) клубом.
- База детского и юношеского туризма и экскурсий (юных туристов) — переименованный в Центр детского и юношеского туризма и экскурсий (юных туристов).
- Детский стадион — переименованный в Детско-юношеский клуб физической подготовки (ДЮКФП).
- Детская железная дорога.

Детские ж/д существуют и по сей день в 25 городах России, 9 городах Украины, по одной в Казахстане, Белоруссии и Узбекистане.

## История развития учреждений дополнительного образования в России
В современных условиях данный тип образовательных учреждений играет уникальную роль в системе образования. Они служат задачам обеспечения необходимых условий для личностного развития, укрепления здоровья и профессионального самоопределения, творческого труда детей в возрасте от 6 до 18 лет, позволяют адаптировать детей к жизни в обществе, формируют общую культуру, позволяют организовать содержательный досуг.
Сегодня учреждения дополнительного образования детей находятся в ведении системы образования, физической культуры и спорта, культуры, общественных организаций, органов по делам молодёжи. Общее число учреждений на конец 2005 года составило более 17 тыс., только в системе образования обучалось более 8,7 млн детей (более 40 процентов от общего числа детей школьного возраста).
На 31 декабря 2005 года в системе образования Российской Федерации функционировало 2944 учреждений дополнительного образования детей физкультурно-спортивной направленности, в том числе 1917 — ДЮСШ, 464 — СДЮШОР, 556 — ДЮКФП, 7 — центров физической культуры.(59,5 % от общего количества данных учреждений по России находятся в ведении образования, остальные в системе Росспорта и добровольных спортивных обществ, а также государственно-общественной организации «Юность России»). Всего в Российской Федерации насчитывается 4951 таких учреждений.